# 苍岩山镇
苍岩山镇，是中华人民共和国河北省石家庄市井陉县下辖的一个乡镇级行政单位。

## 行政区划
苍岩山镇下辖以下地区：
胡家滩村、洞阳坡村、徐汉村、寺垴村、南高家峪村、老牛峪村、朱会沟村、前罗峪村、中罗峪村、上罗峪村、景庄村、柿庄村、杨庄村、南孤台村、北孤台村、上坪村、红土岩村、固兰村和汪里村。

## 旅游资源
国家4A级旅游景区苍岩山自然生态风景区位于该镇，相传为隋炀帝的长女南阳公主出家修道之处。由李安执导、荣获73届奥斯卡四项大奖的影片《卧虎藏龙》曾于此拍摄外景。